# 룩소르 박물관

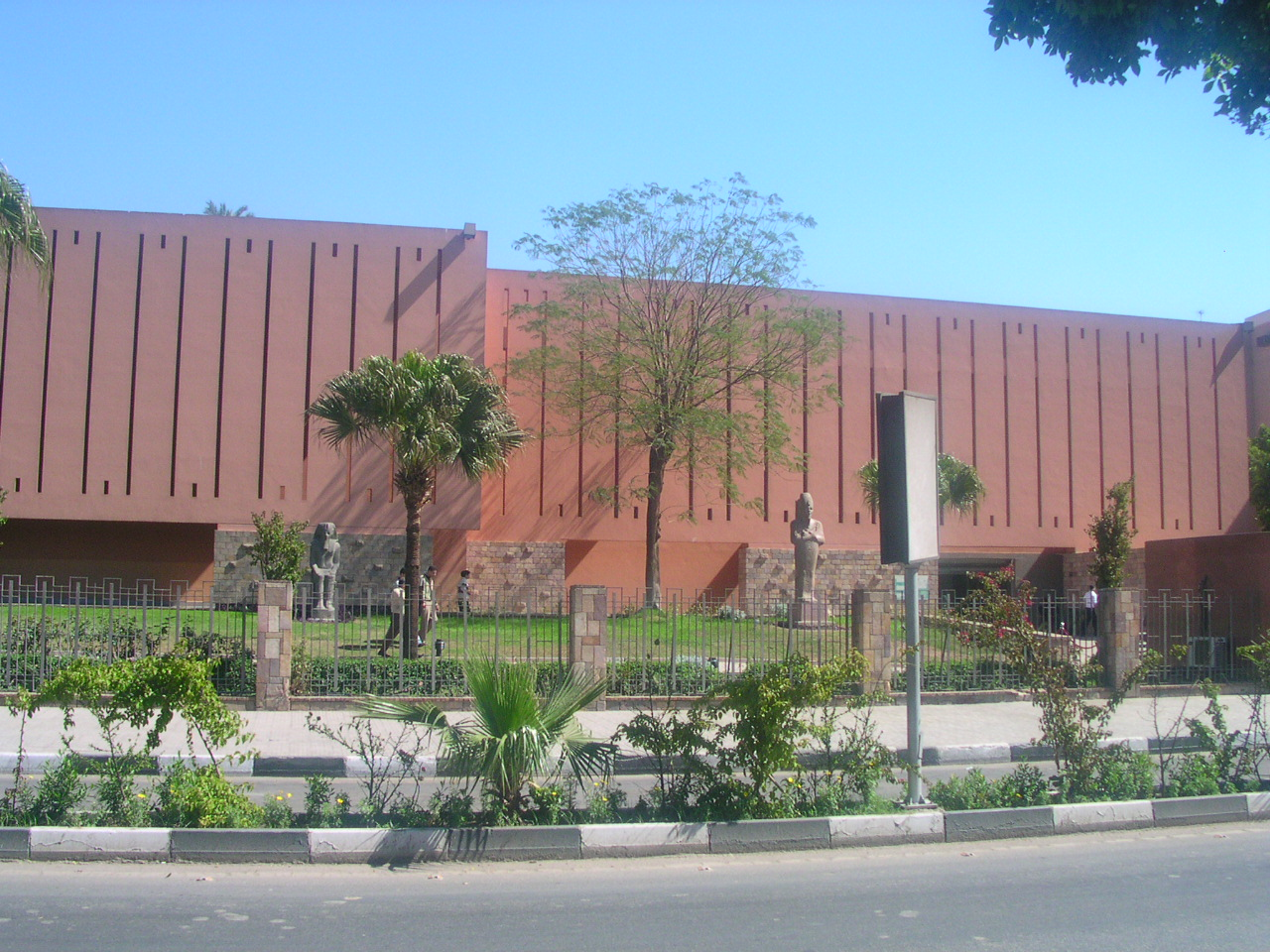

룩소르 박물관(Luxor Museum)은 이집트 룩소르에 위치한 고고학 박물관이다.
테베의 유적에서 출토된 것을 소장하기 위해 건설된 것으로 1975년에 개관했다. 진열실은 1, 2층으로 나뉘어 있고, 출토품의 연대는 5,000년 이상 지난 선왕조시대로부터 이슬람이 점령한 시대까지 약 3,000년에 이른다. 적색 화강암의 아멘호테프 3세의 두상, 하트셰프수트 여왕의 부조, 람세스 3세의 작은 오벨리스크, 힉소스와의 싸움을 기록한 카메스의 비석, 아멘호테프 4세의 벽화 등이 유명하다.